# Чешниці-в-Тухиню
Чешниці-в-Тухиню (словен. Češnjice v Tuhinju) — поселення в общині Камник, Осреднєсловенський регіон, Словенія. Висота над рівнем моря: 673,6 м.